# Platanares
Platanares è un distretto della Costa Rica facente parte del cantone di Pérez Zeledón, nella provincia di San José.